# Chironomus glabripes
Chironomus glabripes är en tvåvingeart som först beskrevs av Jean-Jacques Kieffer 1913.  Chironomus glabripes ingår i släktet Chironomus och familjen fjädermyggor. Inga underarter finns listade i Catalogue of Life.